# Jenő Bánkuti
Jenő Bánkuti (* 2. September 1956 in Budapest) ist ein ehemaliger ungarischer Badmintonspieler. 

## Karriere
Jenő Bánkuti feierte seinen größten sportlichen Erfolg, als er mit dem Team von Honvéd Zrínyi SE im Jahr 1981 ungarischer Mannschaftsmeister wurde. Bei den Einzelmeisterschaften blieb er dagegen ohne nationalen Titel, konnte jedoch einige zweite und dritte Plätze erkämpfen.

## Referenzen
- Ki kicsoda a magyar sportéletben? Band 1 (A–H). Szekszárd, Babits Kiadó, 1994. ISBN 963-7806-90-3

| Personendaten    | Personendaten                |
| ---------------- | ---------------------------- |
| NAME             | Bánkuti, Jenő                |
| KURZBESCHREIBUNG | ungarischer Badmintonspieler |
| GEBURTSDATUM     | 2. September 1956            |
| GEBURTSORT       | Budapest                     |